# Nicolaas Lauwers
Nicolaas Lauwers (Leuze, ca. 1600-1652) was een Vlaamse graveur die in de 17e eeuw leefde.

## Biografie
Nicolaas Lauwers was een burijngraveur en behoorde tot de eerste generatie graveurs van Rubens. Hij was aanwezig in het atelier van Rubens rond dezelfde tijd als Schelte a Bolswert. Lauwers ging eveneens in de leer bij Paulus Pontius, ook een medewerker in het Rubensatelier. Bepaalde stijlelementen van Pontius nam hij over om in zijn eigen gravures te gebruiken.  
Lauwers graveerde naast Pieter Paul Rubens ook naar Antoon van Dyck, Jacob Jordaens, Gerard Seghers, Abraham van Diepenbeeck en Erasmus Quellinus. 
Zelf leidde Nicolaas Lauwers twee leerlingen op, waarvan de eerste zijn zoon, Conraad Lauwers, was en de tweede Nicolaas Pitau de Oude (1633-1671). 

## Gravures
- ‘Jupiter en Mercurius bij Philemon en Baucis’ naar Jacob Jordaens.
- ‘De Triomf van het Heilig Sacrament’ naar Peter Paul Rubens.
- ‘Aanbidding der Koningen’ naar Pieter Paul Rubens.
- ‘Jezus Christus voor Pilates’ naar Pieter Paul Rubens.
- ‘De afname van het Kruis’ naar Pieter Paul Rubens.
- ‘Het concert van Sint- Cécile’ naar Gerard Seghers.